# Fontain
Fontain es una comuna nueva francesa situada en el departamento de Doubs, de la región de Borgoña-Franco Condado.

## Historia
El 1 de enero de 2019 pasó a ser una comuna nueva al absorber la comuna de Arguel.

## Demografía
Según los datos aportados en la resolución del prefecto de Doubs, la comuna se crea con 1307 habitantes.

## Composición
| Comuna fusionada | Código INSEE | Población   | Superficie (km²) | Densidad (hab./km²) |
| ---------------- | ------------ | ----------- | ---------------- | ------------------- |
| Arguel           | 25027        | 273 (2016)  | 4.98             | 55                  |
| Fontain          | 25245        | 1009 (2015) | 16               | 63                  |